# Гордана Ђурђевић Димић
Гордана Ђурђевић-Димић (Беочин, 1961) српска је позоришна, телевизијска и филмска и глумица. Првакиња је драме Српског народног позоришта.

## Биографија
Рођена је 1961. године у Беочину, у Срему. Завршила је гимназију „Јован Јовановић Змај“ у Новом Саду, а глуму на Академији уметности у Новом Саду, у класи професора Бранка Плеше. По завршетку академије примљена је у стално чланство Српског народног позоришта. Била је асистент професору Плеши на наредној класи.
Удата је за Жарка Димића и има два сина.
Глумила је у великом броју позоришних представа, а као гостујућа глумица наступала је и у Зрењанину, Суботици, Београду и Крушевцу. Опробала се и на филму и телевизији. Добитник је бројних награда и признања за свој рад, укључујући Награду Жанка Стокић која јој је уручена 2009. године.

## Улоге

### Позоришне представе
| Наслов                              | Улога                          | Редитељ                   | Позориште                          | Премијера           |
| ----------------------------------- | ------------------------------ | ------------------------- | ---------------------------------- | ------------------- |
| Долња земља                         | Девојка                        | Дејан Мијач               | Српско народно позориште           | 28. март 1981.      |
| Јелка код Иванових                  | Пас Вера                       | Харис Пашовић             | Позориште Промена                  | 1983.               |
| Мара Сад                            | Шарлот Корде                   | Харис Пашовић             | Позориште Промена                  | 7. фебруар 1984.    |
| Протекција                          | Девојка                        | Димитар Станковски        | Српско народно позориште           | 27. март 1984.      |
| Хамлет                              | Офелија                        | Харис Пашовић             | Ловријенац, Дубровачке љетне игре  | 22. август 1984.    |
| Археолошка искапања код села Диљ    | Јасна, Аристомаха              | Љубиша Георгијевски       | Српско народно позориште           | 9. фебруар 1986.    |
| Злочин на козјем острву             | Кћи                            | Славенко Салетовић        | Српско народно позориште           | 4. септембар 1986.  |
| Љубинко и Десанка                   | Десанка                        | Бранко Плеша              | Српско народно позориште           | 21. новембар 1986.  |
| Билбао Бал                          | Барбара                        | Зоран Тасић               | Српско народно позориште           | 8. мај 1987.        |
| Слепи миш                           | Ида                            | Владо Стефанчић           | Српско народно позориште           | 19. мај 1987.       |
| Думанске тишине                     | Агнеза Бенеша                  | Мира Ерцег                | Српско народно позориште           | 10. октобар 1987.   |
| Клопка                              | Фелиса                         | Невена Јанаћ              | Српско народно позориште           | 11. фебруар 1988.   |
| Јегор Буличов                       | Александра                     | Душан Јовановић           | Српско народно позориште           | 14. октобар 1989.   |
| Козодер у акцији                    | Кафина                         | Александра Плескоњић Илић | Српско народно позориште           | 13. јануар 1990.    |
| Краљ Лир                            | Гонерила                       | Љубиша Ристић             | Српско народно позориште           | 29. март 1990.      |
| Бела кафа                           | Црква Ружица                   | Бранко Плеша              | Српско народно позориште           | 21. децембар 1990.  |
| Лаза Костић — Међу јавом и мед сном | Међу јавом и мед сном          | Радослав Миленковић       | Српско народно позориште           | 11. април 1991.     |
| А прах, све је прах                 |                                | Томислав Кнежевић         | Српско народно позориште           | 26. октобар 1993.   |
| Српска Атина                        | Јелисавета, Савета             | Радослав Златан Дорић     | Српско народно позориште           | 2. април 1994.      |
| Ручни рад                           | Софи                           | Ева Балаж Петровић        | Српско народно позориште           | 19. новембар 1994.  |
| Три сестре                          | Олга                           | Љубослав Мајера           | Српско народно позориште           | 29. април 1995.     |
| Путујуће позориште Шопаловић        | Гина                           | Егон Савин                | Српско народно позориште           | 14. октобар 1995.   |
| Маратонци трче почасни круг         | Лаки Топаловић                 | Јагош Марковић            | Српско народно позориште           | 16. април 1996.     |
| Мрешћење шарана                     | Госпава                        | Егон Савин                | Српско народно позориште           | 30. новембар 1996.  |
| Опасне везе                         | Маркиза де Мертеј              | Душан Петровић            | Српско народно позориште           | 22. фебруар 1997.   |
| М-70, Слободан пад у шест слика     | Радница, Азра, Милица          | Мирослав Бенка            | Народно позориште „Тоша Јовановић“ | 22. мај 1998.       |
| Мера за меру                        | Госпа-Пеза, продавачица        | Дејан Мијач               | Српско народно позориште           | 22. децембар 1998.  |
| Сабирни центар                      | Милица Павловић                | Љубислав Мајера           | Српско народно позориште           | 29. октобар 1999.   |
| Евгеније Оњегин                     | Татјана                        | Бранко Плеша              | Српско народно позориште           | 21. фебруар 2000.   |
| Ожалошћена породица                 | Сарка, удовица                 | Дејан Мијач               | Српско народно позориште           | 16. септембар 2000. |
| Cuba libre                          | Лола                           | Кокан Младеновић          | Српско народно позориште           | 30. април 2001.     |
| Ослобођење Скопља                   | Ленче                          | Жанко Томић               | Српско народно позориште           | 8. октобар 2001.    |
| Лептирица                           | Баба Мирјанићка                | Иван Церовић              | Српско народно позориште           | 1. новембар 2002.   |
| Женски оркестар                     | Контрабас и шефица бенда       | Војислав Солдатовић       | Српско народно позориште           | 15. фебруар 2003.   |
| Сан летње ноћи                      | Пук                            | Кокан Младеновић          | Српско народно позориште           | 10. децембар 2003.  |
| Шест лица траже писца               | Мајка                          | Иван Церовић              | Српско народно позориште           | 29. децембар 2003.  |
| Тужна комедија                      | Јелка                          | Егон Савин                | Српско народно позориште           | 5. новембар 2004.   |
| Сећање                              |                                | Весна Топалов             | Српско народно позориште           | 28. септембар 2005. |
| Београд некад и сад                 | Станија                        | Синиша Ковачевић          | Позориште младих                   | 11. март 2006.      |
| Наход Симеон                        | Жена                           | Томи Јанежич              | Српско народно позориште           | 25. мај 2006.       |
| Ујкин сан                           | Марија Александровна Москаљова | Егон Савин                | Српско народно позориште           | 6. октобар 2006.    |
| Драга Јелена Сергејевна             | Јелена Сергејевна              | Милош Јагодић             | Народно позориште у Суботици       | 16. мај 2008.       |
| Је ли било кнежеве вечере?          | Госпођа Амалија                | Вида Огњеновић            | Српско народно позориште           | 8. октобар 2008.    |
| Кандид или оптимизам                | Старица, Дама                  | Александар Поповски       | Југословенско драмско позориште    | 14. новембар 2008.  |
| Арсеник и старе чипке               | Еби Брустер                    | Филип Марковиновић        | Народно позориште у Суботици       | 15. мај 2009.       |
| Тајни дневник Вирџиније Вулф        | Вирџинија Вулф                 | Милена Павловић Чучиловић | Српско народно позориште           | 6. фебруар 2010.    |
| Парке                               | Клементина                     | Андреа Бајда              | Народно позориште „Тоша Јовановић“ | 5. јун 2010.        |
| Призори егзекуције                  | Галактија                      | Марко Манојловић          | Народно позориште у Београду       | 22. новембар 2010.  |
| Љубавна прича                       | Она                            | Зоран Богданов            | Српско народно позориште           | 18. март 2011.      |
| Сеобе                               | Елисавета Петровна             | Вида Огњеновић            | Српско народно позориште           | 24. новембар 2011.  |
| Парастос у белом                    |                                | Петар Јовановић           | Српско народно позориште           | 14. децембар 2011.  |
| Најављено убиство                   | Госпођица Марпл                | Ксенија Крнајски          | Српско народно позориште           | 20. март 2012.      |
| Срце више није моје                 | Мелиха                         | Богдан Јанковић           | Новосадско позориште               | 13. фебруар 2014.   |
| Do you hear the people sing         |                                | Агота Виткаи Кучера       | Српско народно позориште           | 26. април 2014.     |
| Оставите поруку или Бегунци         | Тетка Ољга                     | Вида Огњеновић            | Српско народно позориште           | 9. мај 2014.        |
| Драги мој лажљивче                  | Госпођа Пат Кембел             | Тибор Вајда               | Српско народно позориште           | 20. децембар 2014.  |
| Виолиниста на крову                 | Јенте                          | Атила Береш               | Српско народно позориште           | 23. мај 2015.       |
| Дух који хода (Прометејев пут)      | Аспасија                       | Александар Поповски       | Српско народно позориште           | 15. септембар 2015. |
| На Дрини ћуприја                    |                                | Кокан Младеновић          | Српско народно позориште           | 17. март 2016.      |
| Коштана                             | Ката                           | Кокан Младеновић          | Српско народно позориште           | 5. август 2016.     |
| Вечити младожења                    | Сока Кирић                     | Даријан Михајловић        | Српско народно позориште           | 5. децембар 2016.   |
| Август у округу Осејџ               | Вајолет Вестон                 | Александар Божина         | Народно позориште у Суботици       | 13. октобар 2017.   |
| И сваки пут као да је први          | Аничина мајка                  | Јована Томић              | Крушевачко позориште               | 17. јун 2018.       |
| Смедерево 1941.                     |                                | Ана Ђорђевић              | Српско народно позориште           | 27. септембар 2019. |
| Живот се са мном много поиграо      | Стара Вера                     | Дино Мустафић             | Српско народно позориште           | 13. октобар 2021.   |
| Слепа мрља                          | Дадиља / Меропа                | Андреј Мажери             | Српско народно позориште           | 15. април 2022.     |
| Мефисто                             | Генералица / Отова мајка       | Харис Пашовић             | Српско народно позориште           | 12. јул 2022.       |
| Поетеса                             | Ана Краус Караџић              | Вида Огњеновић            | Српско народно позориште           | 4. децембар 2022.   |

### Филмографија
|                   | 1980▼ | 1990▼ | 2000▼ | 2010▼ | 2020▼ | Укупно |
| ----------------- | ----- | ----- | ----- | ----- | ----- | ------ |
| Дугометражни филм | 0     | 0     | 4     | 4     | 3     | 11     |
| ТВ филм           | 2     | 0     | 0     | 1     | 0     | 3      |
| ТВ серија         | 0     | 0     | 5     | 3     | 4     | 12     |
| Кратки филм       | 0     | 0     | 0     | 5     | 1     | 6      |
| Укупно            | 2     | 0     | 9     | 13    | 8     | 32     |

| Год.       | Назив                                      | Улога                      |
| ---------- | ------------------------------------------ | -------------------------- |
| 1980-е▲    |                                            |                            |
| 1987.      | Како забављати господина Мартина (ТВ филм) | Асистенткиња               |
| 1988.      | Дом Бергманових (ТВ филм)                  |                            |
| 2000-е▲    |                                            |                            |
| 2004.      | Мемо                                       |                            |
| 2004.      | Јесен стиже, Дуњо моја                     | Петрашинова мајка          |
| 2005.      | Седам и по                                 | Кева                       |
| 2007—2008. | Вратиће се роде (серија)                   | Ангелина                   |
| 2007—2008. | Заборављени умови Србије (серија)          |                            |
| 2008.      | Маша                                       | Мајка                      |
| 2008—2009. | Горки плодови (серија)                     | Велинка                    |
| 2009.      | Неки чудни људи (серија)                   | Г-ђа Олга Спасић           |
| 2009.      | Јесен стиже, Дуњо моја (серија)            | Петрашинова мајка          |
| 2010-е▲    |                                            |                            |
| 2010.      | Монтевидео, Бог те видео!                  | Рајна                      |
| 2011.      | Фрау Ајнштајн (ТВ филм)                    |                            |
| 2012.      | NS Roulette (кратки филм)                  | Мајка                      |
| 2012.      | Монтевидео, бог те видео! (серија)         | Рајна                      |
| 2013.      | Апофенија                                  |                            |
| 2016.      | Deus Ex Machina (кратки филм)              |                            |
| 2016.      | Име: Добрица, презиме: непознато           | Судија                     |
| 2017.      | Витез Миливој (кратки филм)                | Катица                     |
| 2018.      | Великани српске Војводине (серија)         | Наратор                    |
| 2018—2019. | Беса (серија)                              | Мирјана                    |
| 2019.      | Пула то је рај                             | Комшиница                  |
| 2019.      | Здрав (кратки филм)                        | Мама                       |
| 2019.      | Млада крв (кратки филм)                    |                            |
| 2020-е▲    |                                            |                            |
| 2020.      | Неки бољи људи (серија)                    | Јованка Граовац            |
| 2021.      | Изгубљени дани (кратки филм)               | Зорица                     |
| 2021.      | Први сервис (серија)                       | Тетка                      |
| 2021.      | Ко је сместио Јастребу                     | Премијерка                 |
| 2022.      | Кристина                                   | Кустос                     |
| 2022.      | Било једном у Србији (серија)              | Дада                       |
| 2023.      | Ако киша не падне                          | Милена                     |
| 2023.      | Убице мог оца (серија)                     | Мирјана, медицинска сестра |

## Награде и признања
| Година | Остварење                                                                                | Награда |
| ------ | ---------------------------------------------------------------------------------------- | --- |
| 1987.  | Љубинко и Десанка                                                                        | Статуета Ћуран на Данима комедије у Јагодини, за улогу Десанке                                                  |
| 1987.  | Љубинко и Десанка                                                                        | Награда новинара извештача на Данима комедије                                                                   |
| 1987.  | Љубинко и Десанка                                                                        | Годишња награда Српског народног позоришта                                                                      |
| 1988.  | Думанске тишине                                                                          | Годишња награда Српског народног позоришта                                                                      |
| 1990.  | Бела кафа                                                                                | Годишња награда Српског народног позоришта                                                                      |
| 1991.  | Бела кафа                                                                                | Статуета Ћуран на Данима комедије у Јагодини, за улогу Цркве Ружице                                             |
| 1995.  | Ручни рад                                                                                | Годишња награда Српског народног позоришта                                                                      |
| 1996.  | Путујуће позориште Шопаловић                                                             | Годишња награда Српског народног позоришта                                                                      |
| 1997.  | Опасне везе                                                                              | Годишња награда Српског народног позоришта                                                                      |
| 1997.  | Мрешћење шарана                                                                          | Награда Вечерњих новости за најбољу епизодну улогу на 42. Стеријином позорју                                    |
| 1997.  | Мрешћење шарана                                                                          | Златна плакета за епизодну улогу на 5. Земун фесту                                                              |
| 2001.  | Cuba libre                                                                               | Стеријина награда за глумачко остварење                                                                         |
| 2001.  | Cuba libre                                                                               | Награда публике на 46. Стеријином позорју                                                                       |
| 2001.  | Cuba libre                                                                               | Награда листа Дневник                                                                                           |
| 2001.  | Златна медаља „Јован Ђорђевић”                                                           | |
| 2005.  | Тужна комедија                                                                           | Награда за женску епизодну улогу, 55. Фестивал позоришта Војводине у Зрењанину 2005.                            |
| 2006.  | Београд некад и сад                                                                      | Награда за најбоље глумачко остварење на фестивалу Вршачка позоришна јесен                                      |
| 2006.  | Београд некад и сад                                                                      | Награда публике на фестивалу Вршачка позоришна јесен                                                            |
| 2007.  | Ујкин сан                                                                                | Повеља „Спомен на глумца” на 12. Глумачким свечаностима „Миливоје Живановић”                                    |
| 2007.  | Ујкин сан                                                                                | Награда публике на 12. Глумачким свечаностима „Миливоје Живановић”                                              |
| 2007.  | Ујкин сан                                                                                | Нушићева награда за животно дело глумцу комичару                                                                |
| 2007.  | Ујкин сан                                                                                | Награда глумцу вечери на 24. Нушићевим данима                                                                   |
| 2007.  | Ујкин сан                                                                                | Награда Предраг Томановић                                                                                       |
| 2009.  | Кандид или оптимизам                                                                     | Стеријина награда за глумачко остварење                                                                         |
| 2009.  | Награда Жанка Стокић, за допринос српској филмској, телевизијској и позоришној уметности | |
| 2009.  | Драга Јелена Сергејевна                                                                  | Награда Миливоје Живановић, на Глумачким свечаностима у Пожаревцу                                               |
| 2014.  | Драга Јелена Сергејевна                                                                  | Плакета за најбољу глумицу Trema Festa у Руми                                                                   |
| 2017.  | На Дрини ћуприја                                                                         | Награда на 67. фестивалу професионалних позоришта Војводине за улогу Лотике                                     |
| 2018.  | На Дрини ћуприја                                                                         | Награда Златно зрно на V фестивалу „Буцини дани” у Александровцу                                                |
| 2018.  | Август у округу Осејџ                                                                    | Награда Златно зрно на V фестивалу „Буцини дани” у Александровцу                                                |
| 2019.  |                                                                                          | Маска Лазе Телечког, за животно дело, на фестивалу Дани Лазе Телечког у Куману                                  |
| 2019.  | Вукова награда, за нарочите резултате остварене у ширењу културе, образовања и науке     | |
| 2021.  | Живот се са мном много поиграо                                                           | Награда за најбољу женску улогу (у подели с Сањом Ристић Крајнов) на 8. по реду фестивалу „Нови Тврђава театар” |
| 2022.  |                                                                                          | Покрајинско признање у области уметности „Павле Јовановић”                                                      |
| 2022.  | Октобарска награда Новог Сада                                                            | |

## Галерија
- Фотографије Српског народног позоришта
- Најављено убиство, Агате Кристи, драматург Светислав Јованов; режија Ксенија Крнајски, Драма Српског народног позоришта, Нови Сад, 2011/12; Гордана Ђурђевић Димић
- Је ли било кнежеве вечере, написала и режирала Вида Огњеновић; Драма СНП-а, 2008/09; Александра Плескоњић, Гордана Ђурђевић Димић, Тијана Максимовић
- Љубавна прича, написао Николај Кољада, у режији Зорана Богданова; Драма Српског народног позоришта, Нови Сад, 2010-2011, Гордана Ђурђевић Димић
- Ујкин сан Фјодора Достојевског у режији Егона Савина, Драма СНП-а, Нови Сад, 2006/07; Предраг Ејдус, Гордана Ђурђевић Димић, Југослав Крајнов, Оливера Стаменковић
- Драги мој лажљивче написао Џером Килти, режија Тибор Вајда, Драма Српског народног позоришта, 2014-15, Гордана Ђурђевић Димић, Миодраг Петровић